# Epigenetica

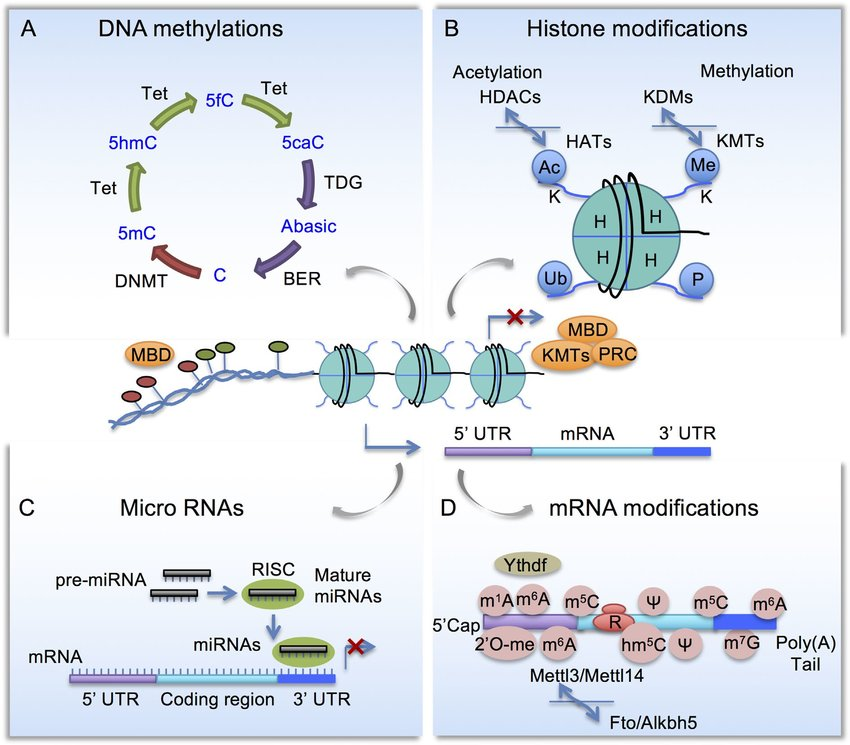
Schematisch diagram van epigenetische mechanismen. (A) Cytosine-methylatie- en demethylatieproces. DNMT, DNA-methyltransferase; TET, tien-elf-translocatie-methylcytosinedioxygenase; BER, reparatie-enzymen voor base-excisie; MBD, methyl-CpG-bindende domein (MBD) eiwitten. (B) Histon-modificaties. HAT, Histon-acetyltransferasen; HDAC, histon-deacetylasen; KMT, lysinemethyltransferasen; KDM, lysinedemethylasen; PRC, polycomb-repressorcomplex. (C) microRNA's zijn ingebed in een multi-eiwitcomplex dat RNA-geïnduceerd gensilencing-complex (RISC) wordt genoemd en ze onderdrukken genexpressie door complementaire binding aan het 3'-niet-getranslateerde gebied (3'-UTR). (D) mRNA-modificaties omvatten N 6-methyladenosine (m 6 A), gecontroleerd door een methyltransferasecomplex bestaande uit Mettl3, Mettl14 om m 6 A te installeren, en demethylasen Fto en Alkbh5 om m 6 A te verwijderen. m 6 A-bindende eiwitten zoals YTHDF reguleert het RNA-metabolisme

Epigenetica is het vakgebied binnen de genetica dat de invloed bestudeert van de omkeerbare erfelijke veranderingen in de genexpressie die optreden zonder wijzigingen in de sequentie (volgorde van de basenparen) van het DNA in de celkern. Het betreft (duurzame en erfelijk doorgegeven) veranderingen in de schakelaars die de betreffende genen aan of uit zetten, bijvoorbeeld door een aan het gen gehechte methylgroep of door inkapseling van het gen door histonen. Epigenetica bestudeert ook de omgevingsprocessen die de zich ontplooiende ontwikkeling van een organisme beïnvloeden. In beide gevallen wordt bestudeerd hoe gen-regulerende informatie die niet in DNA-sequenties wordt uitgedrukt toch van de ene generatie (cellen of organismen) op de andere wordt overgedragen - dat wil zeggen (afgaand op het Griekse prefix), 'bijkomend bij' of 'supplementair aan' de genetische informatie die in het DNA gecodeerd zit.
Dit type van regulering kan zich richten op het DNA, het RNA of de proteïnen (bijvoorbeeld als histoncode) en werkt op het niveau van de celkern of van het cytoplasma. Nucleosomen spelen hierbij een belangrijke rol.

## Gebruik binnen de wetenschap
De term wordt gebruikt voor een aantal innovatieve onderzoeksgebieden in de biologie die nauw verbonden zijn met de genetica. Het Griekse voorvoegsel 'επι' (epi) wordt in de Nederlandse taal veelal vertaald als op of bij. (Als in epicentrum, epifyt enz.)
Het huidige gebruik van de term epigenetica binnen de biologie doelt op twee gebieden:
- het onderzoek naar de uitwerking van genen op het fenotype bij de ontwikkeling van een organisme.
- het onderzoek naar erfelijke veranderingen in gen-functie zonder dat de moleculaire DNA-structuur verandert. Hierbij wordt ook het onderzoek naar de invloed van het milieu op de fenotypische uiting van genen bedoeld.

DNA-methylering is een van de manieren waarop genen zich "uit" kunnen schakelen en transcriptie kan worden geblokkeerd. DNA-methylering vindt veelal plaats op CpG-eilanden.

## Het epimechanisme: genomische afstempeling
Los van de min of meer ingebakken genensequentie, die in de cel de basisstructuur vormt om de voorraad erfelijke eigenschappen en hun relatieve overhand te bepalen, is er een mechanisme dat zich hierop ent, genaamd genomische afstempeling of genomic imprinting. Dit epimechanisme heeft te maken met de mogelijkheid voor het DNA om een gen aan of uit te zetten. Uiteraard ondergaat de verdere ontwikkeling van een nieuwgeboren organisme de beperkingen of bepalingen die door het aan- of uitpatroon worden meegegeven.
Rekening houdend met het gegeven dat er 25.000 genen in het menselijk genoom zitten, biedt dit een gigantische hoeveelheid aan mogelijke profielen.

## Relatie tot de omgeving in ruimte en tijd
Uit onderzoek is gebleken dat een hypothese die door de Britse professor Marcus Pembrey werd geopperd, als zouden omgevingstoestanden een invloed hebben op de overdraagbaarheid, inderdaad bevestigd wordt.Dit onderzoek gebeurde aan de hand van een Zweedse studie samen met professor Lars Olov Bygren die hem hierop gewezen had. Uit gegevens en cijfers van een ruim en compleet Zweeds bevolkingsregister kon worden aangetoond dat perioden van relatieve hongersnood bij een eerste generatie systematisch een significante uiting van diabetes bij de derde generatie tot gevolg had.

## Ook stressresultaten zijn erfelijk
Het is bovendien gebleken dat stressgevoeligheid bij kinderen van wie de moeder tijdens de zwangerschap aan sterke stressprikkels werd blootgesteld ook in verhouding veel hoger ligt. Bij posttraumatische stressstoornis (PTSS) in het derde trimester van de zwangerschapscyclus is deze overdracht het grootst. Verhoogde cortisolniveaus als indicatoren van stress worden dan ook in de baby waargenomen. Er kan dan een transgenerationeel trauma optreden.
Bovendien bleek uit de Zweedse studie dat er een verschil in de gevoeligheidsperiode was bij mannelijke of vrouwelijke grootouders. Voor de vrouwen valt die op het moment van de zwangerschap van de moeder, voor toekomstige vaders ligt de gevoelige periode vlak voor de puberteit.

## Film
- In Utero (film)